# Axel Boisen
Axel Boisen (* 12. März 1967 in Birkerød) ist ein dänischer Dokumentarfilmautor, -produzent und -regisseur.
Boisen ist seit Ende der 1990er Jahre als Autor, Regisseur und Produzent von Dokumentarfilmen aktiv. Für "New Stars of Europe" (Europas nye stjerner) wurde er 2004 mit dem Civis Fernsehpreis in der Kategorie Information ausgezeichnet. In der Rolle des TV-Journalisten trat er 2000 in Joachim Hamous Film Gollywobbler auf.

## Filmographie
- Snehvid samvittighed og sorte tal (Drehbuch, Regie), 2011
- Europas nye stjerner (Drehbuch, Produzent), 2004
- OBLS (Drehbuch, Produzent), 2003
- OPS (Produzent), 2001
- Aqua – den amerikanske drøm (Drehbuch), 1998

## Quelle
- Axel Boisen bei IMDb